# St. Severin (Garching)

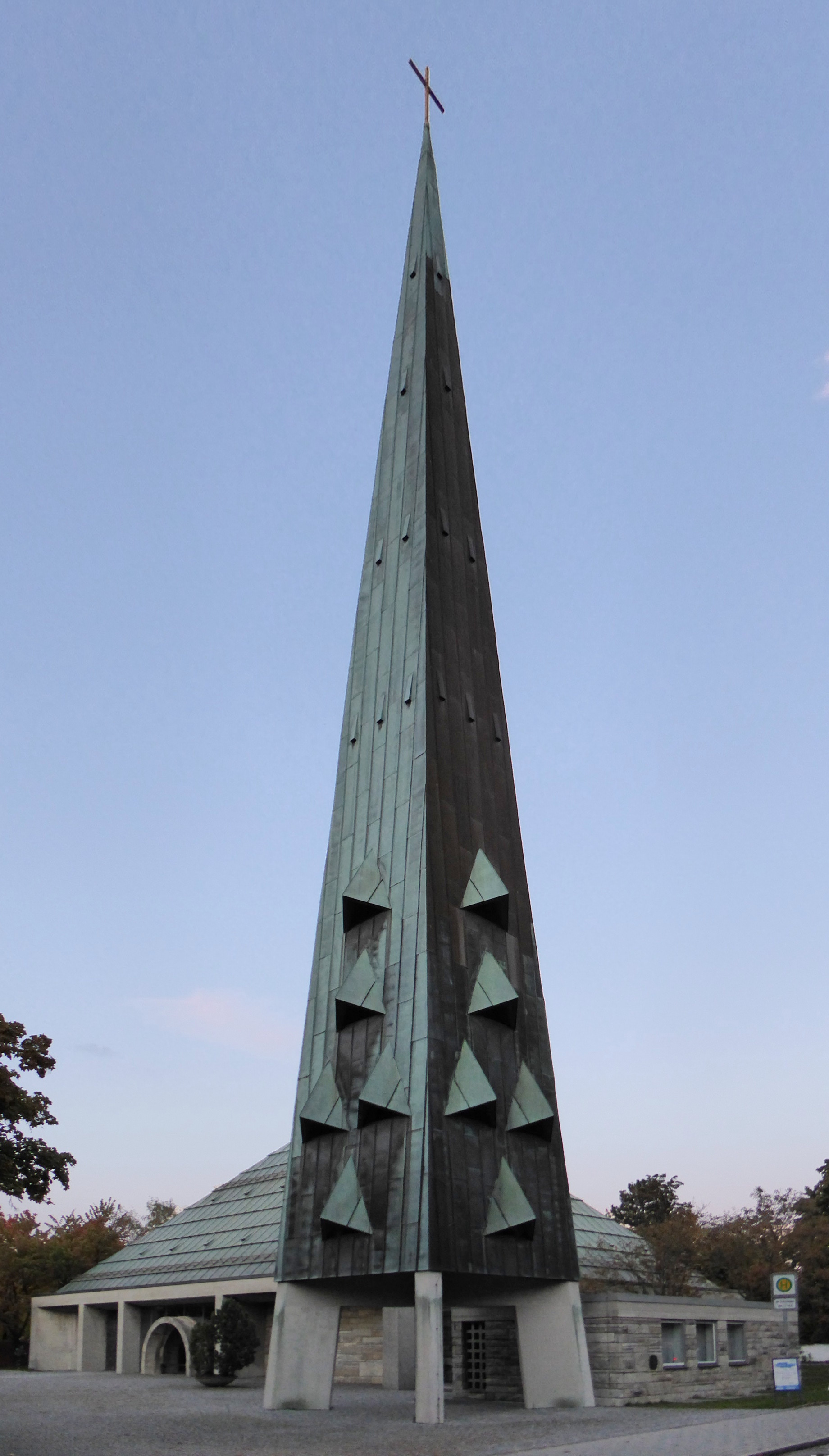
Außenansicht der Pfarrkirche St. Severin von Südwesten

St. Severin (auch Severinskirche) ist die römisch-katholische Pfarrkirche der oberbayerischen Stadt Garching bei München. Die moderne Zeltkirche mit freistehendem Glockenturm (Campanile) wurde von 1964 bis 1967 unter Pfarrer Korbinian Severin Lehrberger erbaut. Mit seiner Weihe durch Kardinal Julius Döpfner am 17. September 1967 löste es die im Kern spätgotische Kirche St. Katharina im Ortszentrum als Pfarrkirche von Garching ab. Die neue Pfarrkirche besitzt das unter den Pfarrkirchen des Erzbistums München und Freising einmalige Patrozinium des heiligen Severin von Noricum (Gedenktag: 8. Januar).

## Geschichte
Für die nach dem Zweiten Weltkrieg stark wachsende Ortschaft Garching wurde spätestens ab etwa 1960 der Bau einer neuen, deutlich größeren Pfarrkirche ins Auge gefasst. Als Bauplatz für das Gotteshaus wurde der Hausanger eines ortsansässigen Landwirts am Rande des alten Dorfkerns ausgewählt. Durch einen Grundstückstausch mit der politischen Gemeinde, die in der Nachbarschaft zur gleichen Zeit ein Schulzentrum erbaute, wurde ausreichend große Fläche für das Pfarrzentrum geschaffen. Ein erster Entwurf des Architekten Georg Schweiger, der bereits das Zelt für den Eucharistischen Weltkongress 1960 in München gestaltet hatte, wurde 1961 abgelehnt. Im März 1962 wurde der Münchner Architekt Siegfried Östreicher mit der Erstellung einer neuen Planung beauftragt. Auch dessen erster Entwurf, der Rundmauern vorsah, wurde verworfen.
Östreichers zweiter Entwurf, der eine niedergedrückte Pyramide als Dach und einen hoch aufragenden Pyramidenturm umfasste, wurde aufgrund seiner Einfachheit angenommen und gelangte zur Ausführung. Die Bauarbeiten begannen am 21. August 1961 unter Pfarrer Lehrberger, am 8. November desselben Jahres wurde der Grundstein gelegt. Dieser trägt die Inschrift EPH II IXX–XXII, die auf folgendes Bibelzitat verweist: „Ihr seid also jetzt nicht mehr Fremde und ohne Bürgerrecht, sondern Mitbürger der Heiligen und Hausgenossen Gottes. Ihr seid auf das Fundament der Apostel und Propheten gebaut; der Eckstein ist Christus Jesus selbst. In ihm wird der ganze Bau zusammengehalten und wächst zu einem heiligen Tempel im Herrn. Durch ihn werdet auch ihr zu einer Wohnung Gottes im Geist miterbaut.“ (Eph 2,19–22 ).
Ab Weihnachten 1966 konnte das Pfarrhaus genutzt werden, ab 9. April 1967 der Pfarrsaal. Von diesem Tag an fanden außerdem mit besonderer Erlaubnis die Sonntagsgottesdienste der Pfarrgemeinde in der neuen Kirche statt. Am 17. September 1967 wurde die neue Garchinger Pfarrkirche durch Kardinal Julius Döpfner geweiht.

## Beschreibung

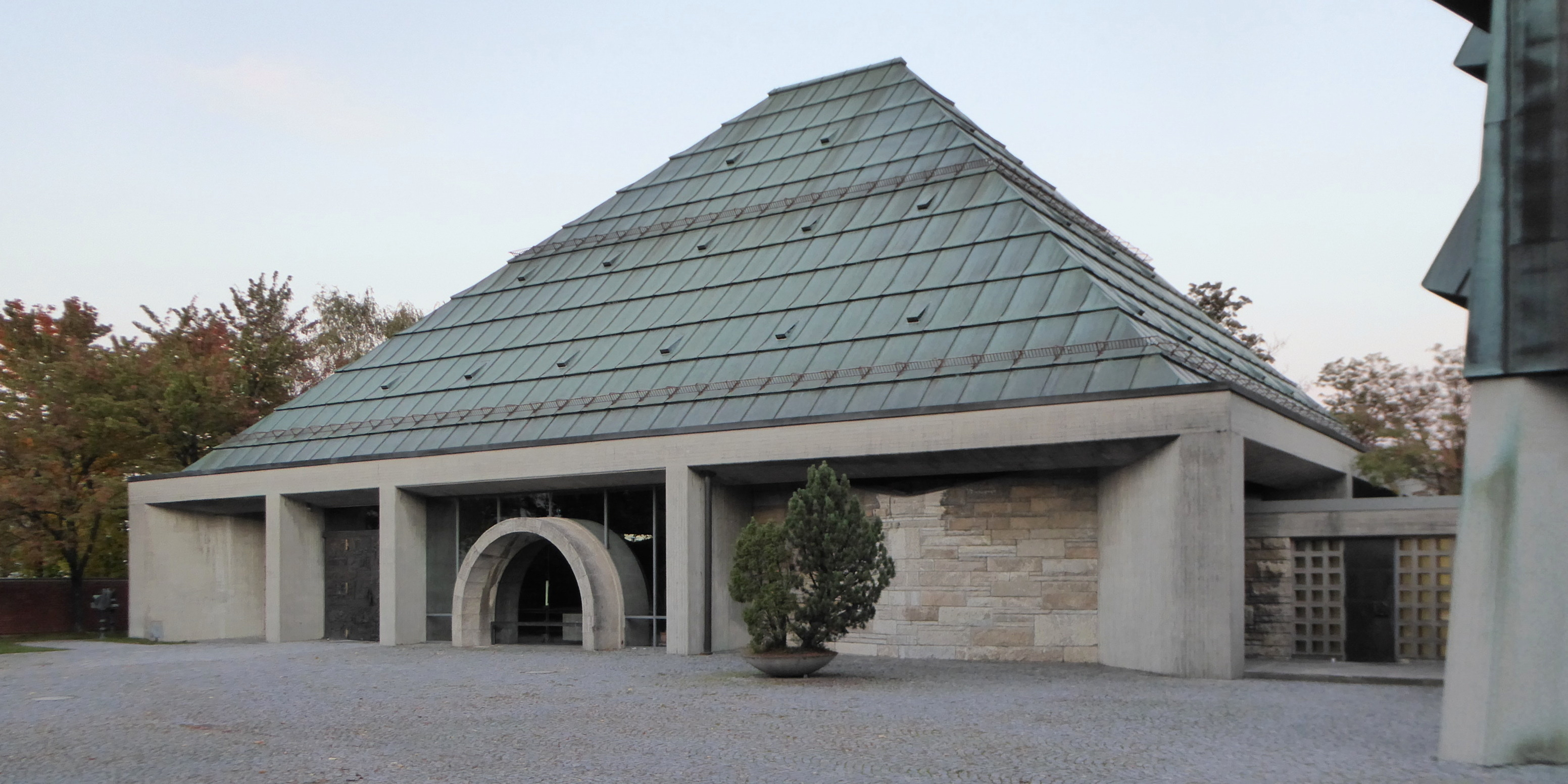
Zeltkirche

### Außenbau
St. Severin ist ein Rechteckbau über einem Grundriss von 35 × 25 Metern, der von außenliegenden Betonpfeilern gegliedert wird. Die den Kirchenraum umgebenden Natursteinmauern aus Muschelkalk besitzen daher keine tragende Funktion. Oberhalb der gezackten Mauerkrone befindet sich ein umlaufendes Lichtband, das die wichtigste Lichtquelle des Innenraums darstellt. Es trennt das Mauerwerk von dem hoch aufragenden, kupfergedeckten Walmdach, das den Bau an eine gedrückte Pyramide erinnern lässt. Außerdem fällt durch eine verglaste, durch einen Rundbogen gegliederte Fläche auf der Westseite Licht in das Kircheninnere. Auf der Südseite ist ein eingeschossiger Flachbau angefügt, der die Sakristei beherbergt.
Südwestlich steht, abgesetzt vom Kirchenbau, der eigenwillig gestaltete Campanile, ein kupfergedeckter Spitzturm mit Betonskelett, unter dem man hindurchgehen kann. Anstelle von Schallöffnungen zeigt er im Bereich des Glockenstuhls gaubenartige, schräg nach unten weisende Öffnungen. Der Turm markiert den Eingang zu dem ansprechend gestalteten Kirchenplatz. Dieser wird im Osten von der Pfarrkirche, im Westen vom Gemeindezentrum flankiert, das zwei zweigeschossige Flachbauten umfasst. Das Pfarrzentrum galt zur Erbauungszeit als wegweisendes Projekt des modernen Kirchenbaus im Erzbistum München und Freising.

### Innenraum und Ausstattung
Im Zentrum des rechteckigen Kirchenraums befindet sich der moderne Volksaltar, der im Sinne eines Zentralbaus auf drei Seiten vom Kirchengestühl umgeben ist. Wie der Altar wurden auch der Ambo, die Sedilien, der Sakramentsaltar mit der Mauerscheibe und der Taufbrunnen von dem Bildhauer Blasius Gerg geschaffen. Der Tabernakel, das Altarkreuz, die Leuchter, Kelch und Hostienschale, die Monstranz sowie das Weihrauchfass stammen von Erhard Hössle. Alle Bronzeschmiedearbeiten führte der Kunstschmied Manfred Bergmeister aus. Darunter sind zehn Bronzeleuchter, die an den den Kirchenraum umfassenden Natursteinmauern angebracht sind. Diese sind mit den Namen der Wirkorte des heiligen Severin versehen:
1. Quintanis: Künzing
2. Batavis: Passau
3. Boiotro: Römerkastell in Passau-Innstadt
4. Juvao: Salzburg
5. Cucullis: Kuchl
6. Ioviaco: Engelhartszell
7. Lauriacum: Lorch
8. Comagenio: Tulln
9. Asturis: Klosterneuburg
10. Favianis: Mautern

Diese werden von einer barocken Severinsfigur und der Kopie einer gotischen Chiemgauer Madonna eingerahmt. Das Bronzeportal mit zwölf Szenen aus dem Leben des Kirchenpatrons Severin von Noricum gilt als bedeutendes Werk Bildhauers Karl Reidel. Verglichen mit den Portalen von Giacomo Manzù am Salzburger Dom (1958) und von Peter Dimmel an der Basilika zu Lorch (1971) weist das Garchinger Portal die erzählfreudigsten Darstellungen auf (von oben links nach unten rechts):
1. wie St. Severin durch heilsame Aufmunterung zu guten Werken und durch die Verkündigung der Zukunft berühmt wurde,
2. über den toten Silvanus, der auf den Anruf St. Severins plötzlich die Auge öffnete,
3. wie St. Severin die Ermordung von Soldaten geoffenbart wurde und er sie bestatten ließ,
4. wie Gott auf das Gebet St. Severins die Bewohner des Städtchens Favianis vor einer Hungersnot errettet hat,
5. wie durch das Gebet St. Severins die Heuschrecken vertrieben, aber die Saat eines Ungläubigen vernichtet wurde,
6. wie St. Severin dem Rugier König Fewa und seinem Heer entgegenging und das Volk unter seinen Schutz nahm,
7. wie der einzige Sohn einer Witwe durch das Gebet St. Severins geheilt wurde,
8. wie St. Severin mit einem Beil das Kreuzzeichen in die Stützpfosten einhieb, worauf das Wasser niemals mehr darüber anstieg,
9. über die Leute, die mitten im Winter für die Armen Kleider brachten und denen ein Bär den Weg wies,
10. wie Gibuld, der König der Alamannen, vor dem Knecht Gottes zitterte und bebte und die Gefangenen freigab,
11. über ein Wunder, wo durch Kerzen, die von Gott entzündet worden waren, Götzendiener entdeckt und bekehrt wurden,
12. über sein Hinscheiden und wie gütig er in seiner letzten Stunde die Seinen ermahnte.

Reidel schuf außerdem den Kreuzweg, der fünfzehn Plastiken aus Bronzeguss umfasst. Diese befinden sich an der Nordseite des Kirchenplatzes.
Durch eine asymmetrische Teilung des Kirchenraums ergeben sich auf der Südseite eine Sakraments- und Werktagskapelle sowie eine Beichtkapelle. Im Bereich des Rundbogens auf der Westseite befindet sich der Taufkapelle, in deren Zentrum der von Gerg geschaffene Taufbrunnen steht.

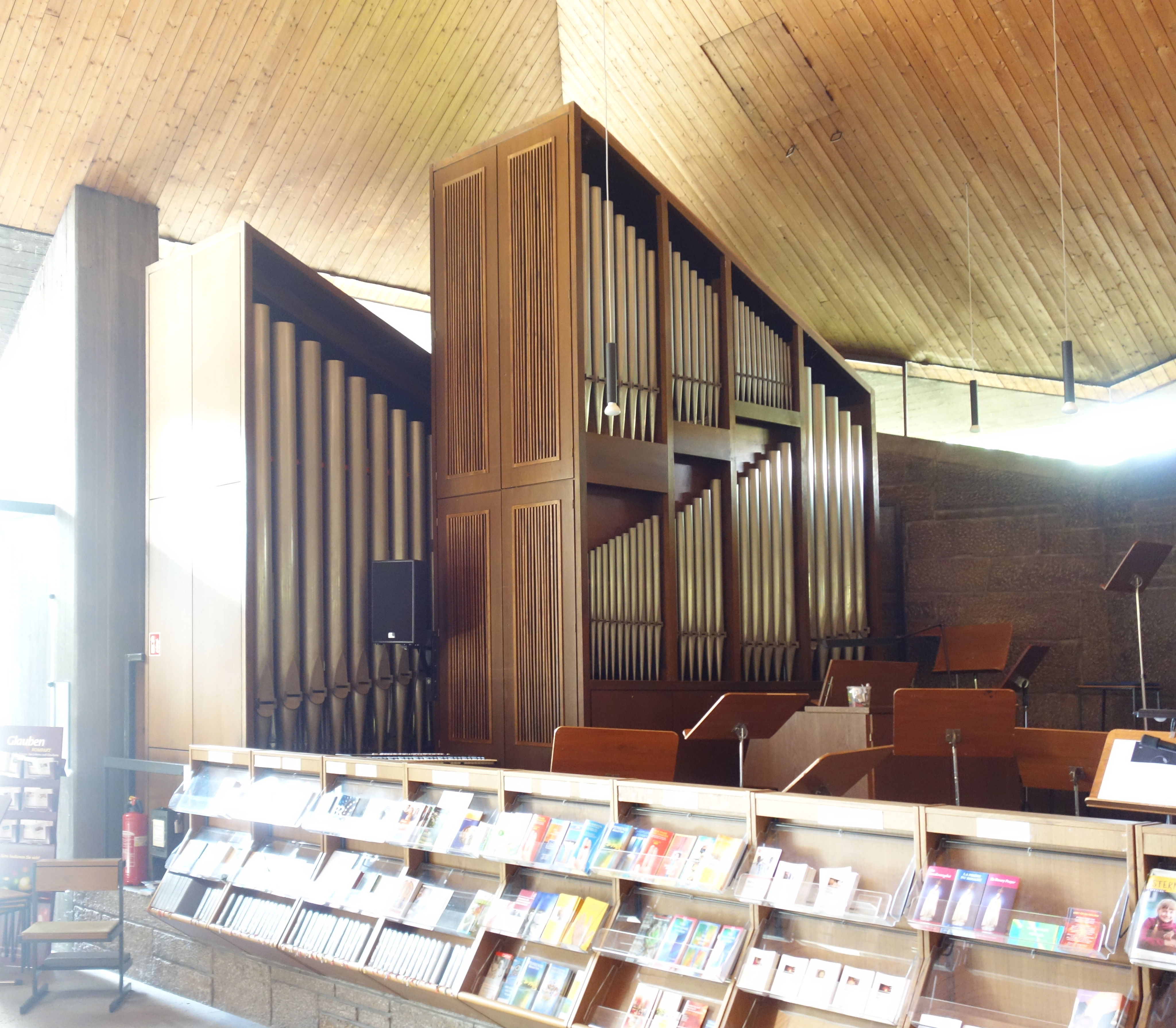
Wastlhuber-Orgel

### Orgel
Die Orgel wurde 1969 von Ludwig Wastlhuber erbaut. Sie umfasst insgesamt 25 Register auf zwei Manualen und Pedal. Die Disposition lautet wie folgt:
| I Hauptwerk C–f3 |              |       |
| 1.               | Prinzipal    | 8′    |
| 2.               | Rohrflöte    | 8′    |
| 3.               | Octave       | 4′    |
| 4.               | Kleingedeckt | 4′    |
| 5.               | Nasat        | 2 ⁄3′ |
| 6.               | Superoktave  | 2′    |
| 7.               | Mixtur V–VI  | 1 ⁄3′ |
| 8.               | Trompete     | 8′    |

| II Rückpositiv C–f3 |                 |        |
| 9.                  | Gedeckt         | 8′     |
| 10.                 | Weidenpfeife    | 8′     |
| 11.                 | Prinzipal       | 4′     |
| 12.                 | Schweizerpfeife | 4′     |
| 13.                 | Gemshorn        | 2′     |
| 14.                 | Terz            | 1 3⁄5′ |
| 15.                 | Kleinquinte     | 1 ⁄3′  |
| 16.                 | Octävlein       | 1′     |
| 17.                 | Zimbel III      | 1⁄2′   |
| 18.                 | Krummhorn       | 8′     |
|                     | Tremulant       |        |

| Pedal C–f1 |                |       |
| 19.        | Subbaß         | 16′   |
| 20.        | Prinzipal      | 8′    |
| 21.        | Pommer         | 8′    |
| 22.        | Choralflöte    | 4′    |
| 23.        | Nachthorn      | 2′    |
| 24.        | Rauschflöte IV | 2 ⁄3′ |
| 25.        | Fagott         | 16′   |

- Koppeln: II/I, I/P, II/P
- Spielhilfen: 2 freie Kombinationen, Tutti, Walze, Pedalpiano, Zungen ab

### Glocken
Die Kirche verfügt über fünf Glocken aus Bronze, die im Glockenstuhl des pyramidenförmigen Turms untergebracht sind. Sie wurden 1965 von Karl Czudnochowsky in Erding gegossen und bilden die Melodielinie eines erweiterten Idealquartetts. 
Die Glocken im Einzelnen:
| Glocke | Name          | Durchmesser | Gewicht | Schlagton (HT-1⁄16) |
| ------ | ------------- | ----------- | ------- | ------------------- |
| 1      | Hl. Severin   | 1330 mm     | 1301 kg | d′+0                |
| 2      | Hl. Korbinian | 1120 mm     | 791 kg  | f′+2                |
| 3      | Hl. Josef     | 1002 mm     | 598 kg  | g′+2                |
| 4      | Hl. Maria     | 850 mm      | 359 kg  | b′+3                |
| 5      | Hl. Michael   | 750 mm      | 229 kg  | c″+1                |